# جعفر بن عبد الله بن الحكم الأنصاري
جعفر بن عبد الله بن الحكم بن رافع بن سنان الأنصارى الأوسى المدني، تابعي ومُحدث من الثقات، روى له البخاري في الأدب المفرد والباقون.

## روايته للحديث النبوي
- روى عن: أنس بن مالك، وتميم بْن محمود (د س ق) ، والحكم بْن مسلم بْن الحكم السالمي، والحكم بْن ميناء المدني، وحكيم بن أفلح، ورافع بن أسيد، وجده رافع بن سنان الأَنْصارِيّ على خلاف، وزياد بْن ميناء، وسَعِيد بْن عُمَير الأَنْصارِيّ الحارثي، وسليمان بن يسار، وعبد الرحمن بن أبي عمرة، وعبد الرحمن بن المسور بن مخرمة، وعقبة بن عامر الجهني، وعلباء السلمي وله صحبة، وعمه عُمَر بْن الحكم بن رافع بن سنان الأَنْصارِيّ، والفرافصة بْن عُمَير الحنفي، والقعقاع بْن حكيم، ومالك بْن عامر المعافري، ومحمود بن لبيد الأَنْصارِيّ.
- روى عنه: الحارث بْن فضيل الخطمي، وسَعِيد بْن أَبي هلال، وابنه عبد الحميد بْن جعفر، وعُبَيد اللَّه بْن أَبي جعفر، وعُمَر بْن عَبد اللَّهِ القيسي، وعَمْرو بْن الحارث، والليث بن سعد، ويحيى بْن أَبي أسيد المِصْرِي، ويحيى بن سعيد الأنصاري، ويزيد بن أبي حبيب.[1]
- الجرح والتعديل: ذكره ابن حبان في كتاب الثقات،[2] روى له البخاري في الأدب المفرد والباقون.[1]